# Susan Akene
Susan Akene (* 23. März 1989) ist eine ehemalige nigerianische Leichtathletin, die sich auf den Sprint spezialisiert hat. Ihren größten Erfolg feierte sie mit dem Gewinn der Goldmedaille in der 4-mal-100-Meter-Staffel bei den Afrikameisterschaften 2008 in Addis Abeba.

## Sportliche Laufbahn
Erste internationale Erfahrungen sammelte Susan Akene im Jahr 2008, als sie bei den Afrikameisterschaften in Addis Abeba mit 24,27 s im Halbfinale im 200-Meter-Lauf ausschied und mit der nigerianischen 4-mal-100-Meter-Staffel in 43,79 s gemeinsam mit Endurance Ojokolo, Gloria Kemasuode und Oludamola Osayomi die Goldmedaille gewann. Anschließend schied sie bei den Juniorenweltmeisterschaften in Bydgoszcz mit 12,35 s in der ersten Runde über 100 Meter aus und verpasste mit der Staffel mit 45,30 s den Finaleinzug. 2016 beendete sie dann ihre aktive sportliche Karriere im Alter von 27 Jahren.

## Persönliche Bestleistungen
- 100 Meter: 11,63 s (0,0 m/s), 18. Juli 2009 in Abuja
- 200 Meter: 23,87 s, 21. April 2012 in Nsukka